# Lucius Fox
Lucius Fox è un personaggio dell'universo fumettistico DC Comics, comprimario di Batman, creato da Len Wein e John Calnan e apparso per la prima volta su Batman n. 307 (gennaio 1979).
Il suo ruolo è di chief executive officer per la Wayne Enterprises (multinazionale di proprietà di Bruce Wayne), in più scienziato e inventore, che aiuta la causa di Batman, aiutandolo nel progettare nuove tecnologie. Genio illuminato e abile uomo d'affari, aiuta spesso Bruce a mettere in atto i piani più delicati per scovare i nemici.

## Storia
Noto per il suo "tocco di Re Mida" (una capacità di trasformare aziende fallite in conglomerati di successo), Fox è chiamato in causa nelle fallimentari Wayne Enterprises e porta un equilibrio tra le finanze private e aziendali di Bruce Wayne.
In Batman Confidential, viene mostrato alla guida del progetto che ha prodotto il prototipo che sarebbe diventato il Batplano. Gestisce anche i dettagli della Wayne Foundation mentre Bruce detta le politiche generali dell'organizzazione. Da allora, Fox è stato avvicinato di volta in volta da altre aziende che cercano la sua esperienza. Dopo aver superato la sfida originaria di riportare Wayne Enterprises al suo antico splendore, Fox ha scelto di rimanere, avendo ricevuto una libertà senza precedenti nella compagnia.
In Batman: Haunted Knight, viene spiegato che un giovane Bruce Wayne ha salvato Lucius Fox da alcuni rapinatori a Parigi. Più tardi, Fox gli ha chiesto se voleva iniziare una fondazione per beneficenza, alla quale Bruce è d'accordo molti anni dopo, decidendo che non tutti i suoi soldi devono andare alla lotta al crimine.
Bruce Wayne, come Batman, forma originariamente gli Outsiders per salvare Fox dal Dottor Bedlam. Quando Fox in seguito subisce un ictus, Bruce si assicura che Fox abbia la migliore cura possibile e sostenga lui e la sua famiglia.

## Poteri e abilità
Come la maggior parte dei personaggi del mondo di Batman, Lucius Fox non ha superpoteri, però ha la capacità di trasformare aziende fallite in conglomerati di successo, ed è quindi un uomo d'affari molto richiesto in tutto il mondo aziendale. È un uomo dalla mente geniale e dotato di ampie conoscenze nei campi della scienza e dell'invenzione.

## Altri media

### Cinema
- Lucius Fox appare nella trilogia del cavaliere oscuro, interpretato da Morgan Freeman; nei primi due film (Batman Begins e Il cavaliere oscuro) è doppiato in italiano da Renato Mori, mentre nell'ultimo (Il cavaliere oscuro - Il ritorno) da Ugo Maria Morosi.

### Film d'animazione
- Lucius Fox appare nel terzo episodio ("Prova sul campo") del film d'animazione Batman - Il cavaliere di Gotham. Ambientato tra i film della trilogia di Christopher Nolan, Batman Begins e Il cavaliere oscuro, l'episodio lo vede creare un sensore sonoro avanzato che devia elettromagneticamente gli spari. Dopo aver utilizzato il sensore per interrompere una rissa tra la banda del boss mafioso Salvatore Maroni e la banda di criminali russi, ferendo accidentalmente un agente, Batman restituisce il dispositivo a Fox, rifiutandosi di usarlo ulteriormente a causa del suo potere.
- Appare anche nel sesto film d'animazione del DC Animated Movie Universe Batman: Bad Blood, in cui ha un figlio adulto, di nome Luke Fox, che diventa parte della Bat-Family indossando un costume tecnologico ed assumendo il nome di Batwing.
- Appare nuovamente nel film d'animazione Batman: The Doom That Came to Gotham.

### Televisione
- Appare nella serie televisiva Gotham, interpretato da Chris Chalk.
- Appare nella serie televisiva dell'Arrowverse Batwoman, interpretato da Domonique Adam. In questa storia del personaggio è deceduto, e ad aiutare l'eroina c'è il figlio.
- Appare anche nella serie televisiva Pennyworth, interpretato da Simon Manyonda.

### Serie animate
- Appare in alcuni episodi delle serie animate del DC Animated Universe Batman (doppiato in originale da Brock Peters, nell'edizione italiana da Riccardo Rovatti), ed in Batman - Cavaliere della notte (Mel Winkler in inglese).
- Il personaggio appare anche nelle altre serie animate The Batman, DC Super Hero Girls, Harley Quinn e Batman: Caped Crusader.

### Videogiochi
- Batman Begins, sviluppato da Eurocom (2005)
- Batman: Arkham Knight, sviluppato da Rocksteady Studios (2015)
- Batman: The Telltale Series, sviluppato da Telltale Games (2016)
- Injustice 2, sviluppato da NetherRealm Studios (2017)
- Batman: The Enemy Within, sviluppato da Telltale Games (2017-2018)